# أركسيلاوس الأول ملك قورينائية
أركسيلاوس الأول، (باليونانية: Ἀρκεσίλαος) كما تنطق ى ارسيلايوس الأول، كان ثاني ملك على مملكة قورينائية والملك الثاني من سلالة بيتاد

## نسبه
ولد أركسيلاوس الأول في عام 637 قبل الميلاد في مدينة شحات أو قوريني أو قورينا (باليونانية: Κυρήνη – Kyrēnē) كان أركسيلاوس الأول ابن باتوس الاول ، أول ملك لقورينا . كان أجداد أركسيلاوس الأول من بلاد الإغريق وهم من النبلاء الثريين البارزين بوليمنستوس.

## عهد
لا يعُرف سوى القليل جدًا عن حياة وحكم أركسيلاوس الأول ملك مملكة قورينائية. تولى العرش بعد وفاة والده باتوس الأول عام 600 قبل الميلاد. يقول هيرودوت أن عدد الأشخاص في سيرين خلال فترة حكمه ظل يساوي العدد الأصلي للمستوطنين في عهد باتوس. توفي اركسيلاوس في 583 قبل الميلاد ودفن بالقرب من والده.

## النسل
وقد خلفه ابنه باتوس الثاني. كان لدى اركسيلاوس أيضًا ابنة تسمى كريتولا